# Horacio Lores
Horacio Lores (Provincia de Buenos Aires, 16 de julio de 1939) es un médico sanitarista y político argentino, miembro del Movimiento Popular Neuquino, que se desempeñó como senador nacional por la provincia del Neuquén entre 2007 y 2013.

## Biografía
Estudió en la Facultad de Medicina de la Universidad de Buenos Aires, especializándose en salud pública en 1971.
Cumplió el internado rotatorio en el Hospital Regional de Mar del Plata y desde 1965 fue médico rural en varios lugares de la provincia del Neuquén. Conoció a su esposa en Andacollo y se unió al Movimiento Popular Neuquino (MPN). En 1971 se hizo miembro de la Asociación Médica Argentina, y hasta 1979 ocupó diversos cargos técnicos en la Subsecretaría de Salud de la provincia. En 1980 se convirtió en director del Hospital Bouquet Roldán en la ciudad de Neuquén. Luego fue jefe del Departamento de Epidemiología del Neuquén desde 1982 hasta 1983.
En 1983, asumió una función política al ser designado subsecretario de Salud de la provincia del Neuquén, ocupando el cargo hasta 1987 bajo el gobernador Felipe Sapag. Fue consultor del Ministerio de Salud de la Nación y la Organización Panamericana de la Salud (OPS) antes de regresar al gobierno provincial como Ministro de Salud y Acción Social del Neuquén desde 1991, y luego como Ministro de Gobierno y Justicia desde 1993 hasta 1994, bajo Jorge Sobisch.
Posteriormente continuó su trabajo como consultor de la OPS en Perú, y en 1997 se convirtió en director del Hospital Comunitario Privado de Mar del Plata, hasta 2003. En su estancia en Perú, fue docente en la Universidad Peruana Cayetano Heredia y la Universidad Nacional de San Agustín en Arequipa.
Regresó a la política, trabajando con Jorge Sobisch al frente de las campañas de 2006 y 2007. Fue elegido senador nacional por Neuquén en las elecciones legislativas de 2007, con mandato hasta 2013. En el Senado presidió la comisión de Minería, Energía y Combustible. Hacia 2013, con 73 años, era el segundo senador de mayor edad, detrás de Carlos Menem.
En 2008 votó en contra del proyecto de Ley de Retenciones y Creación del Fondo de Redistribución Social. Un año después votó a favor de la Ley de Servicios de Comunicación Audiovisual y en 2010 en contra de la Ley de matrimonio entre personas del mismo sexo, declarándose «partidario» de la unión civil.